# 博滕海
61°30′N 19°30′E / 61.500°N 19.500°E

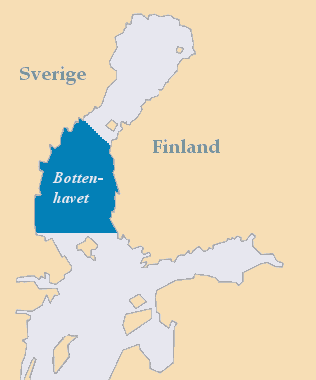
塞尔凯海的范围

塞尔凯海（芬蘭語：Selkämeri），又称博滕海（瑞典語：Bottenhavet），是波的尼亞灣的南部，北边通过北克瓦爾肯海峽与佩赖海相连。塞尔凯海的南边与波罗的海的主体部分相连（整个波的尼亞灣也是波罗的海的一部分）。波的尼亞灣的西边为瑞典，东边为芬兰，南边为奧蘭海和群岛海。塞尔凯海的面积约为约7.9万平方公里。最大沿海城市从南到北有芬兰的劳马和波里，瑞典的耶夫勒和松茲瓦爾，芬兰的瓦萨和瑞典的于默奧位于极北部，靠近佩赖海。